# مسعود رستگار
مسعود رستگار جودو‌کار کم شنوا ایرانی است، که در مسابقات بین‌المللی ناشنوایان و کم شنوایان ترکیه در سال ۲۰۱۷ (ترکیه، مرداد ۱۳۹۶) برنده مدال برنز انفرادی شد.
وی پس از کسب این مقام، مدال خود را به آیت الله خامنه ای  تقدیم نمود.